# Tan Howe Liang

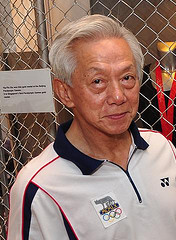
Tan Howe Liang, 2008

Tan Howe Liang (* 5. Mai 1933 in Shantou, Republik China; † 3. Dezember 2024) war ein Gewichtheber aus Singapur.

## Werdegang
Tan Howe Liang, auch als „Tiger Tan“ bekannt, war der erste Gewichtheber aus Singapur, der in die Weltspitze vorstieß. Er hatte mit 20 Jahren mit dem Gewichtheben begonnen und sich schrittweise verbessert. 1957 erreichte er im olympischen Dreikampf 330 kg im Leichtgewicht (bis 67,5 kg Körpergewicht). Sein größter Erfolg war der Gewinn der Silbermedaille bei den Olympischen Spielen 1960 in Rom. Im Jahr 1960 erreichte er auch seine Bestleistung im Leichtgewicht mit 390 kg. Nach Beendigung seiner aktiven Laufbahn war er ein hervorragender Trainer, der einige Athleten seines Landes zu führenden Gewichthebern im ostasiatischen Raum formte. Er erhielt für seine Verdienste eine Reihe von nationalen Auszeichnungen und eine Auszeichnung des IOC.

## Internationale Erfolge
(OS = Olympische Spiele, WM = Weltmeisterschaft, Le = Leichtgewicht, Mi = Mittelgewicht)
- 1958, 1. Platz, British Empire and Commonwealth Games in Cardiff, Le, mit 357,5 kg, vor Harry Webber, Südafrika, 340 kg u. Ben Helfgott, Großbritannien, 340 kg;
- 1958, 1. Platz, Asian Games in Tokio, Le, mit 375 kg, vor Kenji Ōnuma, Japan, u. Henrik Tamraz, Iran, 370 kg;
- 1959, 1. Platz, SEAP-Games in Bangkok, Le, mit 370 kg;
- 1960, Silbermedaille, OS in Rom, Le, mit 380 kg, hinter Wiktor Buschujew, Sowjetunion, 397,5 kg u. vor Abdu l-Wahid Aziz, Irak, 380 kg;
- 1962, 1. Platz, British Empire and Commonwealth Games in Perth, Mi, mit 390 kg, vor Pierre St. Jean, Kanada, 375 kg u. Horace Johnson, Wales, 372,5 kg

## Weltrekorde
(alle im Leichtgewicht erzielt)
im beidarmigen Stoßen:
- 156 kg, 1958 in Singapur,
- 156,5 kg, 1958 in Singapur,
- 157 kg, 1958 in Cardiff